# Seven Keys to Baldpate (film 1917)
Seven Keys to Baldpate è un film muto del 1917 diretto da Hugh Ford che si basa sull'omonimo romanzo di Earl Derr Biggers, pubblicato a Indianapolis nel 1913, e sul lavoro teatrale dallo stesso titolo di George M. Cohan.

## Produzione
Il film, prodotto dalla Artcraft Pictures Corporation, venne girato nei Famous Players Studio, al 26th Street, a New York.

## Distribuzione
Il copyright del film, richiesto dalla Artcraft Pictures Corp., fu registrato il 1º agosto 1917 con il numero LP11163.
Distribuito dalla Artcraft Pictures Corporation, il film uscì nelle sale cinematografiche statunitensi il 17 ottobre 1917. In Svezia, uscito il 5 maggio 1919, fu presentato con il titolo Paradisets sju nycklar o con quello alternativo di De sju nycklarna.
Copia della pellicola si trova conservata negli archivi della Library of Congress di Washington.
Nel 1995, la Grapevine Video lo ha distribuito in VHS sul mercato statunitense.